# Maciej Miechowita

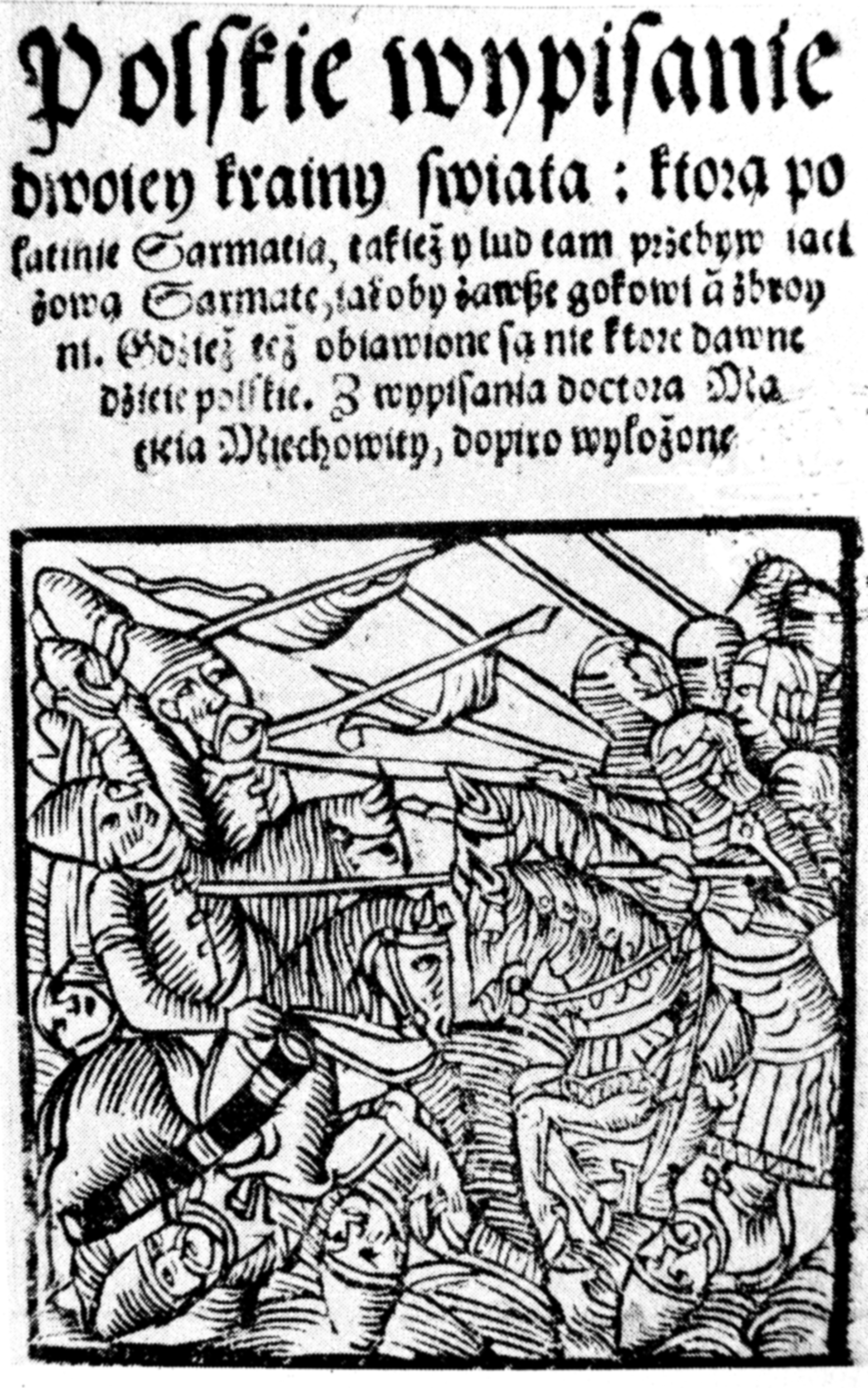
Maciej Miechowita „Polskie wypisanie dwojej krainy świata” zwane Traktatem o dwóch Sarmacjach – wydanie z 1535.

Pomnik Macieja Miechowity w Miechowie przy bazylice Grobu Bożego.

Maciej Miechowita, także Maciej z Miechowa i Matthias de Miechow, właśc. Maciej Karpiga (ur. 1457, zm. 8 września 1523) – polski lekarz, pisarz medyczny, historyk, geograf, profesor Akademii Krakowskiej, ksiądz kanonik krakowski, alchemik i astrolog, w 1523 roku rajca miasta Krakowa.

## Życiorys
Urodzony w rodzinie mieszczańskiej (syn Stanisława Karpigi), skończył szkołę parafialną w Miechowie, następnie studiował na Akademii Krakowskiej, w 1479 uzyskał tytuł magistra. Rektor szkoły katedralnej, od śmierci Jana Długosza do 1483. W latach 1483–1485 pogłębiał studia medyczne za granicą, prawdopodobnie we Włoszech (Bolonia, Padwa i Florencja), gdzie uzyskał tytuł doktora in medicina et philosophia.
Po powrocie do kraju rozpoczął praktykę medyczną, a także ok. 1500 został wykładowcą i profesorem Akademii Krakowskiej, gdzie ufundował m.in. drugą katedrę medycyny. Na Akademii Krakowskiej 8-krotnie sprawował funkcję rektora (1501–1519), dwukrotnie wybierany był podkanclerzem Akademii, przynajmniej raz był dziekanem wydziału medycyny. W Krakowie był lekarzem nadwornym Zygmunta I Starego. Był jednym z najsławniejszych astrologów krakowskich.
Swoje środki materialne wykorzystywał na cele dobroczynne m.in. na rozwijanie szkolnictwa i oświaty: w 1506 roku odbudował zniszczoną pożarem szkołę parafialną przy kościele św. Floriana w Krakowie na Kleparzu, założył szkoły początkowe przy kościołach św. Anny, św. Szczepana, Wszystkich Świętych. Wspierał szpitale, przytułki, kościoły i klasztory (Bożogrobców w Miechowie i Paulinów na Skałce), m.in. u Paulinów założył bibliotekę
Maciej Miechowita został pochowany w katedrze wawelskiej.

## Twórczość
Tractatus de duabus Sarmatiis Asiana et Europiana et de contentis in eis (Traktat o dwóch Sarmacjach, azjatyckiej i europejskiej, i o tym, co się w nich znajduje) jest uznawany za pierwszą renesansową pozycję opisującą w duchu naukowym geografię i etnografię wschodniej Europy. Zostało napisane (1517, 6 wydań do r. 1582, pierwsze polskie dzieło etnograficzne, przekład polski Andrzeja Glabera z Kobylina 1535, 3. wyd. 1545, przekład niem. 1518 i 1534, włoski 1561, 3. wyd. 1584). W dziele tym Miechowita m.in. polemizuje z Ptolemeuszem, kwestionując istnienie w tym rejonie mitycznych gór Hiperborejskich i Ryfejskich. Zaprzecza także, wbrew przyjętym opiniom średniowiecznych i współczesnych mu pisarzy, istnieniu źródeł głównych rzek w pasmach górskich, upatrując ich początki w równinach. Pozycja ta była najczęściej tłumaczoną i drukowaną za granicą z dzieł Miechowity, i przyczyniła się także do popularyzacji tam mitu o polskiej szlachcie jako potomkach Sarmatów (Sarmatyzm).
Wśród jego innych dzieł poczesne miejsce zajmuje Chronica Polonorum (Kronika Polaków), pierwsze drukowane dzieje Polski, obejmujące czasy najwcześniejsze, czyli od mitycznych początków Polski, aż do r. 1506, a więc do czasów Zygmunta Starego. Kronika Polaków była podsumowaniem wieloletnich badań Miechowity nad historią i geografią ziem polskich. Pierwsze wydanie ukazało się w 1519, zaś już dwa lata później opublikowano nowe, lekko poprawione i zmienione wydanie, które zostało wydrukowane w manufakturze Hieronima Wietora. Ukazało się po łacinie i było szeroko komentowane wśród ówczesnych uczonych europejskich.
Dopiero 504 lata po pierwszej publikacji Kroniki została ona przetłumaczona na język polski. Przekładu dokonał w 2023 ks. Michał Cichoń. Wcześniej w języku polskim dostępne były tylko niektóre fragmenty za sprawą częściowego tłumaczenia Stanisława Chwalczewskiego z 1549, ale już w 1562 istniał przekład włoski. Kronika Polaków zawiera dużo informacji z zakresu historii kultury, medycyny, etnografii, historii obyczaju i szybko zyskała sobie rozgłos zarówno w Koronie, jak i na Litwie. Jak już wspomniano, po raz pierwszy Kronika została wydana w 1519 roku, lecz pierwszy nakład został skonfiskowany i spalony przez kata – była to pierwsza polska książka spalona ze względów cenzuralnych. Ponownie została wydana w 1521 roku po ocenzurowaniu. Usunięto min. negatywne oceny rządów Aleksandra Jagiellończyka, złagodzono opis klęski wyprawy mołdawskiej Olbrachta i zminimalizowano rolę, jaką w tej wyprawie pełnił Zygmunt Stary, oraz przypisano kniaziowi Michałowi Glińskiemu próbę otrucia króla Aleksandra. Podniesiono także przy wielu okazjach rolę prymasa Jana Łaskiego, co sugeruje, że to właśnie on zaaranżował cenzurę kroniki.
Maciej z Miechowa jest także autorem pierwszej polskiej drukowanej książki medycznej nt. epidemii, napisanej w związku z szerzącą się zarazą dżumy (Contra saevam pestem regimen). W 1522 wydał pierwszy polski poradnik medyczny, w którym zawarł m.in. wskazania dotyczące leczenia chorób zębów i jamy ustnej (Conservatio sanitatis).
Nie wszystkie jego teksty zostały wydane drukiem, m.in.: Consilium dla Spytka z Melsztyna – porada lekarska, dwie biografie biskupów krakowskich, życiorys św. Jana Kantego, traktat o zasadach śpiewu kościelnego z r. 1483, recepty alchemiczne, horoskop szkoły św. Anny i wreszcie testament (1514), który jest bogatym źródłem informacji na temat życia Miechowity, jego legatów i fundacji, a także jego prywatnej biblioteki.
Maciej z Miechowa to obecnie, obok Łukasza z Wielkiego Koźmina i Jana Długosza, jeden z najczęściej cytowanych autorów wzmianek o bóstwach, jakie czcić mieli dawni Polacy. Jego relacja zawarta w Kronice Polskiej, a w zasadniczej części zgodna ze źródłami wcześniejszymi, we fragmencie poświęconym bóstwu Łada staje się jednak polemiczna do przekazu Jana Długosza. Miechowita, odwołując się do interpretatio Graeca, zaznacza, że Łada to w istocie nie bóg, a wedle słowa żywego bogini i matka dioskurycznych bliźniaków – Lela i Polela. Współcześnie, po odrzuceniu hiperkrytycznej postawy Aleksandra Brücknera, przekaz ten uznali za wiarygodny między innymi Aleksander Gieysztor i Andrzej Kempiński przy okazji wskazując na zbieżność do połabskiego posągu bliźniąt odkrytego na wyspie Fischerinsel. Następnie, już w odniesieniu do bóstwa Łada, tacy badacze jak Marek Derwich i Marek Cetwiński wskazują na możliwe istnienie pary bóstw, męskiego Łado i żeńskiej Łady (por. Indra i Indrani, Frejr i Freja itp.). Wtedy polemika Miechowity byłaby swego rodzaju uzupełnieniem przekazu Jana Długosza. Jak pisze Maciej z Miechowa w Kronice Polskiej:
„Iouem uulgari sermone Iessam nuncupabant [Jowisza mienili w swoim języku Jessą] Martem apellarunt Ledam [Marsa nazywali Ledą] Plutonem uocauerunt Nya [Plutona nazywali Niją] Venerem dixerunt Dzidzililya [Wenerę nazywali Dzidzililią] Dianam nuncupabant Dzeuiana [Dianę mienili Dziewianą] Cererem uocarunt Marzana [Cererę nazywali Marzaną] Adorabant Pogoda, quod sonat temperies [czcili Pogodę] Adorabant spiraculum, siue flatum tenuis aurae, per spicas frugum, et folia arborum sibilantem, atque cum sibilo transientem, uocantes numen eius Pogwisd [Czcili poświst albo łagodny powiew wiatru, szeleszczący w kłosach i liściach, i przechodzący w gwizd, zwąc bóstwo jego Pogwizdem] Adorabant Ledam matrem Castoris et Pollucis, Geminos que ab uno ouo natos Castorem et Pollucem, quod auditur in hodiernam diem, a cantatibus uetustissima carmina: Lada Lada, Ileli, Ileli, Poleli cum plausu et crepitu manuum. Ladam (ut ausim ex uiuae uocis oraculo dicere) Ledam uocantes, non Martem, Castorem Leli, Pollucem Poleli [Czcili Ledę, matkę Kastora i Polluksa, i bliźnięta zrodzone z jednego jaja, Kastora i Polluksa, co się słyszy po dziś dzień u śpiewających najdawniejsze pieśni 'Łada, Łada, Ileli, Ileli, Poleli’ z klaskaniem i biciem w ręce. Ładą nazywając (jak śmiem twierdzić według świadectwa słowa żywego) Ledę, a nie Marsa, Kastora – Leli, Polluksa – Poleli] Ego in pueritia mea uidi tria idola de praedictis in parte contracta, circa ambitum monasterii sanctae Trinitatis iacentia Graccouiae. Iamdudum sublata [Sam w dzieciństwie widziałem trzy z takich bałwanów, częściowo potłuczone, leżące niedaleko obejścia kościoła świętej Trójcy w Krakowie, dawno już zabrane].”

## Dzieła
- Chronica Polonorum (Kronika polska)
- Maciej z Miechowa, Opis Sarmacji Azjatyckiej i Europejskiej oraz tego, co się w nich znajduje, z języka łacińskiego przeł. i komentarzem opatrzył Tadeusz Bieńkowski, wstęp Henryk Barycz, posłowie Waldemar Voisé, z serii: „Źródła do dziejów Nauki i Techniki” t. XIV, Ossolineum 1972.

## Upamiętnienie

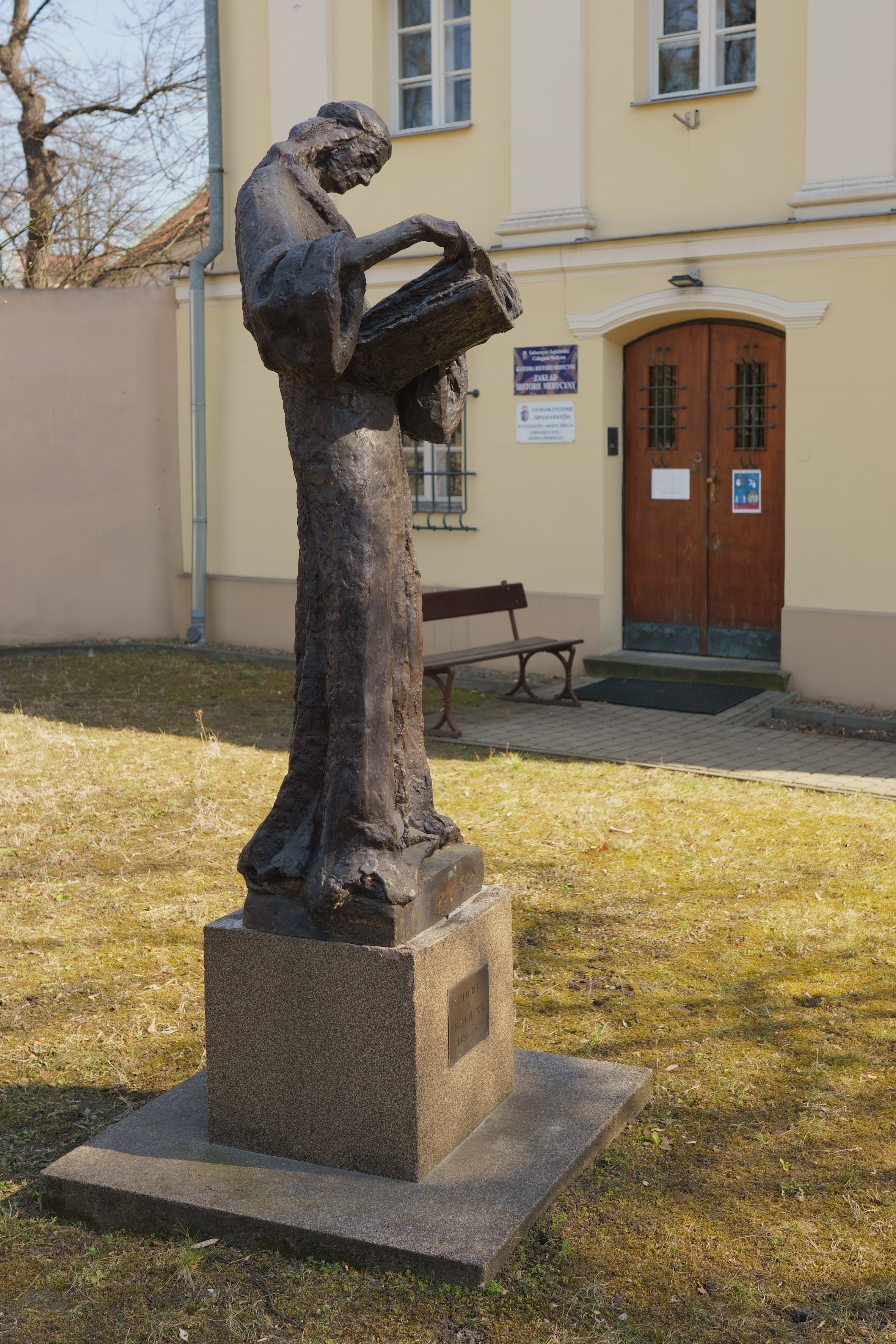
Pomnik Macieja Miechowity w Krakowie

- Pomnik Macieja Miechowity w Miechowie przy bazylice Grobu Bożego[2]
- Pomnik Macieja Miechowity w Krakowie przy ul. Kopernika 7, na skwerku przed budynkiem Katedry Historii Medycyny, początkowo ze sztucznego kamienia, obecnie odlany w brązie (odsłonięcie w 2021 roku)[11]
- Stowarzyszenie Absolwentów Wydziałów Medycznych UJ wydało w styczniu 2021 roku książkę o Macieju z Miechowa pt. „Pierścień z szafirem” autorstwa Włodzimierza Bartla[12]
- W Miechowie co roku przyznawana jest nagroda dla zasłużonych obywateli dla kultury i gospodarki Ziemi Miechowskiej w postaci statuetki Macieja z Miechowa[13][14]
- Jest patronem ulicy w Krakowie w Dzielnicy III Prądnik Czerwony[3]
- Jest patronem ulicy we Wrocławiu w dawnej dzielnicy Psie Pole[15]
- W czerwcu 2023 roku pociągowi InterCity kursującemu na trasie Kraków – Piła nadano nazwę „Miechowita”[16]